# Centrum för biologisk mångfald
SLU Centrum for biologisk mångfald (tidigare: Centrum för biologisk mångfald), CBM, är en centrumbildning vid Sveriges lantbruksuniversitet. 
CBM inrättades med regeringens stöd 1994 som ett gemensamt organ för Sveriges lantbruksuniversitet och Uppsala universitet i syfte att uppfylla Sveriges arbete med FN:s konvention om biologisk mångfald. Sedan 1 januari 2019 är Sveriges lantbruksuniversitet ensam huvudman och sedan 1 januari 2020 är CBM en avdelning vid Institutionen för stad och land. CBM:s uppgift är utveckla kunskapen om biologisk mångfald genom forskning, utbildning och information. Sedan dess har centret genomfört flera större forskningsprogram, som Naturvårdskedjan och HagmarksMistra, och tillsammans med andra myndigheter medverkat i projekt som Programmet för odlad mångfald (POM), SwedBio, SeedNet och Nationellt program för lokal och traditionell kunskap relaterad till bevarande och hållbart nyttjande av biologisk mångfald (NAPTEK). Flera av dessa program är antingen avslutade eller har andra huvudmän. CBM ger sedan 1996 ut den populärvetenskapliga tidskriften Biodiverse.

## Föreståndare
- Urban Emanuelsson (1995–2008)
- Torbjörn Ebenhard (t.f. 2009–2010)
- Tuija Hilding-Rydevik (2011–2021)
- Torbjörn Ebenhard (2021–2023)
- Håkan Tunón (t.f. 2023, ordinarie 2024–)